# Реймонд, Дженис
Дже́нис Ре́ймонд (англ. Janice Raymond; род. 24 января 1943) — американская радикальная феминистка, учёная в области женских исследований, писательница и общественный деятель. Она известна борьбой с насилием над женщинами и сексуальным насилием, а также спорными работами на тему транссексуальности. Её активизм, направленный против гендерных прав транс-женщин, был раскритикован многими феминистками и представителями ЛГБТ-движения. Оказала большое влияние на становление транс-эксклюзивного радикального феминизма.

## Биография
Дженис Реймонд родилась в 1943 году. Она была членом католической монашеской конгрегации «сёстры милосердия». В 1965 году Реймонд окончила бакалавриат в области английской литературы в Университете Салв Риджайна, в 1971 году — магистратуру в области теологии в Школе теологии Эндовер Ньютон. 1977 году она получила степень доктора философии в области этики и социологии в Бостонском колледже.
В 1978—2002 годах Реймонд была преподавателем Массачусетского университета в Амхерсте. Имеет статус почётного профессора женских исследований и медицинской этики в Массачусетском университете в Амхерсте. Она также преподавала в таких университетах, как Амхерстский колледж, Колледж Смит и Линчёпингский университет.
В 1979 году Реймонд опубликовала книгу «Транссексуальная империя», где выступала с критикой против транссексуальности. Реймонд писала, что транссексуальность основана на «патриархальных мифах о создании женщины по мужскому образу» и что «все транссексуалы насилуют женские тела, сводя настоящую женскую форму к артефакту, присваивая это тело себе» (позже она признала, что «насилие» было некорректной метафорой). Данная работа широко критиковалась многими феминистскими и ЛГБТ-активистами как крайне трансфобная, содержащая риторику ненависти и личные нападки на трансгендерных людей. Впоследствии аргументы Реймонд раскритиковала и опровергла Кэрол Ридделл в работе «Разделённое сестринство» (1980). Деятельность, направленную не на борьбу с патриархатом, а на угнетение транс-женщин, она охарактеризовала как «переключение энергии и гнева, которые должны направляться вовне, против мужской системы — внутрь, против небольшой группы уязвимых женщин». Сэнди Стоун, транс-женщина, нападки на которую присутствовали в работе Реймонд, позже опубликовала ответ на трансфобную критику в статье «Империя наносит ответный удар» (1991), которая считается первой работой по трансфеминизму.
Реймонд также писала о проституции и сексуальном рабстве. В 2000 году Реймонд стала соавтором одного из первых исследований по торговле людьми в США «Секс-торговля в Соединенных Штатах: связь между международной и внутренней секс-индустрией» (англ. Sex Trafficking in the United States: Links Between International and Domestic Sex Industries). В 2002 году она руководила и была соавтором международного проекта на Филиппинах, в Индонезии, Таиланде, Венесуэле и США «Женщины в международной миграции: модели, характеристики и последствия сексуальной эксплуатации для здоровья» (англ. Women in the International Migration Process: Patterns, Profiles and Health Consequences of Sexual Exploitation). С 1994 по 2007 года Реймонд была одной из исполнительных директоров Коалиции против торговли женщинами.
Реймонд является открытой лесбиянкой. В книге 1986 года «Страсть к подругам: философия женской привязанности» (англ.  A passion for friends: toward a philosophy of female affection) она превозносила женскую дружбу как основу для формирования феминистской теории и политики.